# Ninkasi
Ninkasi ist die sumerische Göttin des Bieres beziehungsweise des Alkohols.
Als Tochter des Enki und der Ninki, der Königin des Apsu, war sie eines der acht Kinder, die halfen, die Schmerzen Enkis zu heilen, nachdem er seinen eigenen Samen gegessen hatte. Sie sollte die Schmerzen seines Mundes heilen. Nach der Ninkasi-Hymne wurde sie „aus dem sprudelnden Wasser“ geboren.
Die Ninkasi-Hymne beschreibt in lyrischer Sprache den Brauvorgang.
Steve Tinney will Ninkasi mit dem Inanna-Dumuzi-Zyklus verbinden.